# Drippin' Wet
| Recensione | Giudizio |
| ---------- | -------- |
| AllMusic   |          |

Drippin' Wet è un album dal vivo (il primo della loro discografia) dei Wet Willie, pubblicato dalla Capricorn Records nel marzo del 1973.

## Tracce
Lato A
1. That's All Right – 7:00 (Arthur Crudup)
2. She Caught the Katy (And Left Me a Mule to Ride) – 3:00 (Taj Mahal, Yank Rachell)
3. No Good Woman Blues – 3:23 (Milton Larkin, Sr.)
4. Red Hot Chicken – 10:27 (Jack Hall, Jimmy Hall, Lewis Ross, John Anthony, Wick Larsen, Ricky Hirsch)

Durata totale: 23:50
Lato B
1. Airport – 3:21 (John Anthony)
2. I'd Rather Be Blind – 3:30 (Leon Russell)
3. Macon Hambone Blues – 9:40 (Jack Hall, Jimmy Hall, Ricky Hirsch, John Anthony, Lewis Ross)
4. Shout Bamalama – 3:52 (Otis Redding)

Durata totale: 20:23

## Formazione
- Jimmy Hall - voce solista, armonica, sassofono alto, percussioni
- Rick Hirsch - chitarra solista
- John Anthony - pianoforte, organo, percussioni, accompagnamento vocale
- Jack Hall - basso, accompagnamento vocale
- Lewis Ross - batteria, percussioni

Musicista aggiunto:
- Jai Johanny Johanson - congas (brano: Red Hot Chicken)

Note aggiuntive
- Johnny Sandlin - produttore
- Registrato dal vivo al Warehouse di New Orleans, Louisiana, il 31 dicembre 1972
- Aaron Baron - ingegnere del suono
- Larry Dahlstrom - ingegnere del suono
- Steve Smith - ingegnere del suono
- Mixaggio effettuato al Capricorn Sound Studios di Macon, Georgia
- Johnny Sandlin - ingegnere del mixaggio
- Ovie Sparks - ingegnere del mixaggio
- Steve Smith - ingegnere del mixaggio
- Steve Smith - assistente alla produzione
- Michael Hyland - supervisore esecutivo
- Dick Wooley - supervisore esecutivo

Ringraziamenti:
- Charles Over
- Chuck Mintz
- Ricky Bain
- Tony Prostinak
- The Allman Brothers Band
- Michael Hyland
- Dick Wooley
- Bunky Odum
- Phil Walden
- The Williettes
- Dan Davenport and Beaver Productions[4]